# Mircea den ældre
Mircea den Ældre – på rumænsk Mircea cel Bătrân – (1355 – 31. januar 1418) var regent af Valakiet i 1386-95 og 1397-1418.

## Liv
Han var søn af Radu 1. af Valakiet og yngre bror af Dan 1. af Valakiet.
Mircea kæmpede i årevis mod det Osmanniske rige.
Han var far til Vlad 2. Dracul og farfar til Mircea 2., Vlad Dracula, Radu den Skønne, og Alexander 1., alle senere regenter af Valakiet.
1. ↑  Navnet er anført på engelsk og stammer fra Wikidata hvor navnet endnu ikke findes på dansk.